# Amadeu Ferreira
Amadeu José Ferreira (Sendim, 29 de juliol de 1950 - Lisboa, 1 de març de 2015) va ser un professor, advocat i escriptor portuguès que va treballar per la revitalització del mirandés.
Format acadèmicament en l'àmbit del Dret, en el qual també va publicar textos com Homicídio Privilegiat o Direito dos Valors Mobiliários, la seva obra principal va centrar-se en la llengua mirandesa. En la seva producció poètica figuren Cebadeiros, Ars Vivendi / Ars Moriendi i Norteando. En prosa va publicar La bouba de la Tenerie / Tempo de Fogo, Cuntas de Tiu Jouquin, Lhéngua Mirandesa - Manifesto an Forma de Hino i Ditos Dezideiros / Provérbios Mirandeses.
Va traduir al mirandés llibres de diversos tipus. Va traduir obres d'Horaci, Virgili i Cátulo, i clàssics de la literatura en portuguès com Us Lusiadas, de Camoēs; o Mensagem, de Pessoa. També va traduir els quatre Evangelis i dos volums de Astérix.
Dins de l'àmbit cultural i lingüístic, va presidir l'Associació de Llengua i Cultura Mirandesas, així com de l'Acadèmia de Lletres de Trás-os-Montes. A més va ser vicepresident de la Comissió del Mercat de Valors Mobiliaris portuguesa, membre del Consell General de l'Institut Politècnic de Bragança i professor convidat de la Facultat de Dret de la Universitat Nova de Lisboa. El 2004 va ser nomenat comendador de l'Ordre del Mèrit de la República Portuguesa. Va ser diputat en la II legislatura de l'Assemblea de la República Portuguesa.
Va morir de càncer a la ciutat de Lisboa, on residia des del 1981.